# مطار رهادي عثمان
مطار رهادي عثمان المعروف أيضًا باسم مطار كيتابانغ هو مطار تقع في كيتابانغ، كاليمانتان الغربية، في إندونيسيا. سمي على اسم المناضل المحلي رهادي عثمان.

## شركات الطيران والوجهات
| شركـات طيـران     | الوجهات                                                   |
| ----------------- | --------------------------------------------------------- |
| Airfast Indonesia | Nanga Pinoh                                               |
| Aviastar          | Nanga Pinoh                                               |
| سيتي لينك         | مطار سوباديو الدولي                                       |
| NAM Air           | Pangkalan Bun، مطار سوباديو الدولي، مطار أحمد ياني الدولي |
| Susi Air          | Nanga Pinoh، Sintang                                      |
| Wings Air         | مطار سوباديو الدولي                                       |